# Heinrich Rickert
Heinrich John Rickert (Danzigue, 25 de maio de 1863 - Heidelberg, 28 de julho de 1936) foi um filósofo neokantiano alemão, um dos fundadores da Escola de Baden.

## Biografia
Heinrich Rickert nasceu em Gdánsk, posteriormente nomeada Danzigue na Prússia, em 25 de maio de 1863. Seu pai, Sr. Heinrich Rickert, era um político e editor em Berlim, um democrata liberal que militava particularmente na causa dos judeus alemães. Sr. Rickert fundou a Sociedade Contra o Antissemitismo em Berlim. Em 1889, Rickert se mudou para Friburgo por questões de saúde, que sempre foi precária. Após passar por uma cirurgia intestinal em 1896, ele passou a sofrer de neuralgia intercostal pelo resto da vida, desenvolvendo agorafobia. Morreu na cidade de Heidelberg em 1936, quatro anos após ter se aposentado da universidade em que lecionava. Está enterrado em Danzigue.

## Carreira acadêmica
Entre 1884 e 1885, Rickert estudou na Universidade de Berlim, presenciando as aulas do filósofo Friedrich Paulsen. Em 1885, mudou-se para Estrasburgo, onde assistiu as aulas do conhecido filósofo neokantiano Wilhelm Windelband, que se tornou a sua maior inspiração intelectual. Realizou sua formação em filosofia na Universidade de Estrasburgo, completando a sua dissertação intitulada A Teoria da Definição, orientada por Windelband, em 1888. No mesmo ano, casou-se com Sophie Keibel, uma escultora de Berlim, com quem teve quatro filhos.
Rickert se tornou professor em 1894 na Universidade de Friburgo e, em 1916, na Universidade de Heidelberg. Em seu trabalho, buscou elaborar uma distinção entre as ciências físicas e as históricas, enfatizando o fato de a história depender de julgamento humanos sobre as experiências do passado que, diferentemente das ciências naturais, não podem ser verificadas pela observação direta. Este esforço se encontra em suas principais obras, como Ciência cultural e Ciência natural (1899), A Filosofia da Vida (1920) e A Lógica dos Predicados e o Problema da Ontologia (1930).
Rickert teve uma longa e bem-sucedida carreira acadêmica, apesar dos problemas de saúde. O filósofo recebeu diversos prêmios, além de ter lecionado e, em alguns casos, supervisionado importantes pensadores alemães da geração seguinte, como Martin Heidegger, Emil Lask e Walter Benjamin. Rickert estabeleceu trocas intelectuais com as principais figuras da filosofia de seu tempo, como Wilhelm Dilthey, Georg Simmel, Edmund Husserl, Max Weber e Karl Jaspers. Uma das principais realizações do filósofo foi ter elaborado uma fundamentação rigorosa para as ciências culturais no plano conceitual e lógico. Apesar de ter recebido poucas traduções, percebe-se um crescente interesse em sua obra.

## Obras
- 1888 - Para o Ensino da Definição (Zur Lehre von der Definition)
- 1892 - O Objeto do Conhecimento: uma Contribuição ao Problema da Transcendência filosófica (Der Gegenstand der Erkenntnis: ein Beitrag zum Problem der philosophischen Transcendenz)
- 1896-1902 - Os limites da formação de conceitos científicos (Die Grenzen der naturwissenschaftlichen Begriffsbildung)
- 1899 - A disputa entre o ateísmo de Fichte e a filosofia kantiana (Fichtes Atheismusstreit und die kantische Philosophie)
- 1899 - Ciência cultural e ciência natural (Kulturwissenschaft und Naturwissenschaft)
- 1915 - Wilhelm Windelband (Wilhelm Windelband)
- 1920 - A filosofia da vida: apresentação e crítica das tendências filosóficas da moda em nosso tempo (Die Philosophie des Lebens: Darstellung und Kritik der philosophischen Modeströmungen unserer Zeit)
- 1921 - Fundamento geral da filosofia (Allgemeine Grundlegung der Philosophie)
- 1924 - Kant como filósofo da cultura moderna (Kant als Philosoph der modernen Kultur)
- 1924 - Os problemas da filosofia da história: uma introdução (Die Probleme der Geschichtsphilosophie: eine Einführung)
- 1927 - Sobre o mundo da experiência (Über die Welt der Erfahrung)
- 1930 - A lógica do predicado e o problema da ontologia (Die Logik des Prädikats und das Problem der Ontologie)
- 1931 - A tradição de Heidelberg na filosofia alemã (Die Heidelberger Tradition in der Deutschen Philosophie)
- 1932 - Fausto de Goethe (Goethes Faust)
- 1934 - Problemas básicos da filosofia: metodologia, ontologia, antropologia (Grundprobleme der Philosophie: Methodologie, Ontologie, Anthropologie)
- 1939 - Interpretação imediata e significativa (Unmittelbarkeit und Sinndeutung)